# ادبیات دیجیتالی

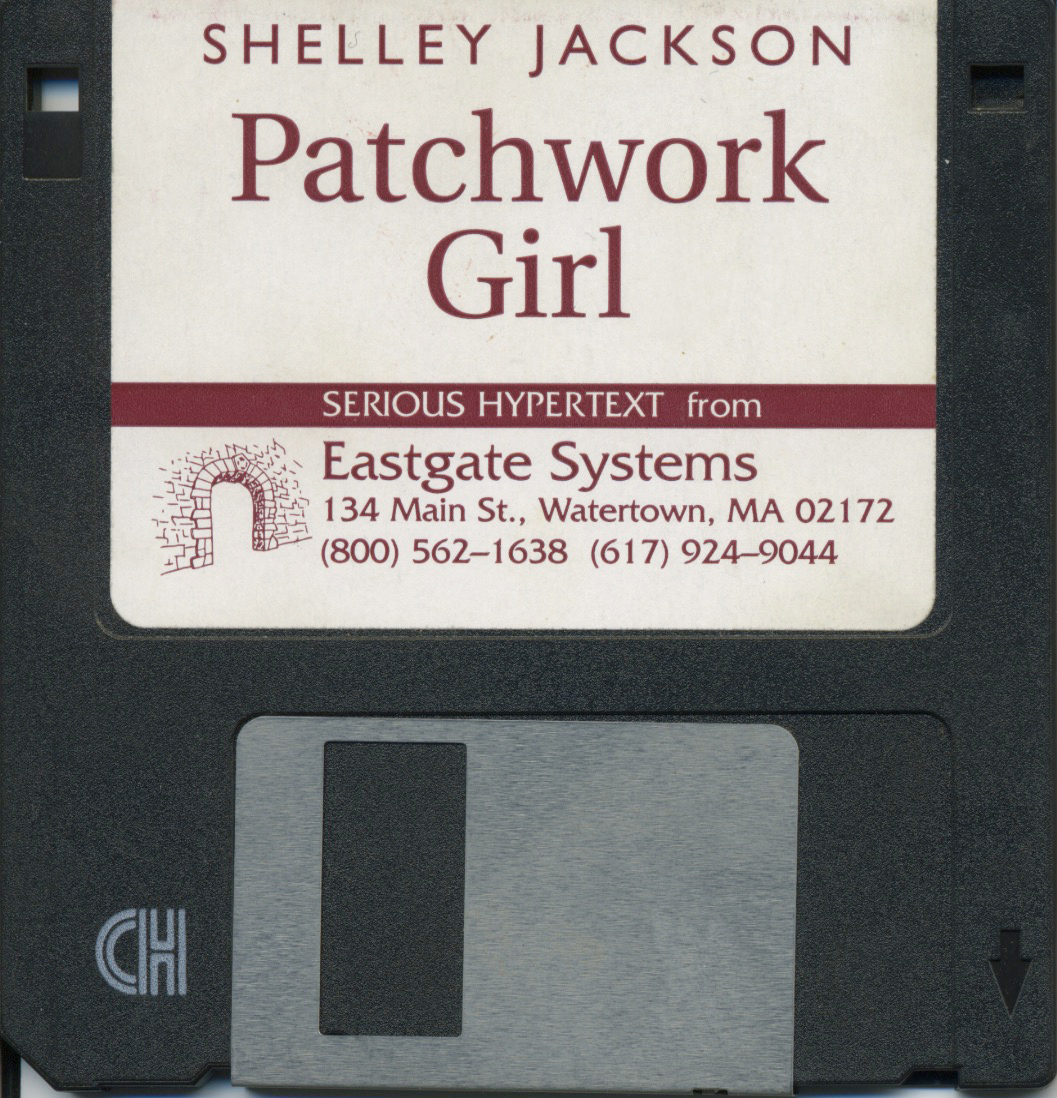
ادبیات دیجیتالی

ادبیات رقمی یا ادبیات دیجیتالی، شکلی از ادبیات الکترونیکی با دامنهٔ وسیعی از رویکردها به ادبیات است که در آن نیاز برجسته‌ای به استفاده از کامپیوتر است. ادبیات دیجیتالی، قابل دسترسی در شبکهٔ جهانی، یا همان اینترنت (مثلاً از طریق پست الکترونیکی)، CDها، DVDها و یا در شرایط خاص، ضبط شده به عنوان فیلم است. 
بخش قابل ملاحظه‌ای از انتشار آثار ادبی، یا به صورت برخط و برون‌خط یا به صورت ترکیبی از انتشار برخط و برون‌خط، است.
ادبیات الکترونیکی یا ادبیات دیجیتال ژانری از ادبیات است که شامل آثاری است که منحصراً در دستگاه‌های دیجیتال مانند رایانه‌ها، تبلت‌ها و تلفن‌های همراه ایجاد می‌شوند. یک اثر از ادبیات الکترونیکی را می توان به عنوان "ساختاری که زیبایی شناسی ادبی آن از محاسبات بیرون می‌آید" تعریف کرد، "اثری که فقط در فضایی که برای آن توسعه داده شده‌است/نوشته شده‌است/کدگذاری شده‌است، می‌تواند تعریف شود.  این بدان معناست که این نوشته‌ها به راحتی قابل چاپ نیستند و یا به هیچ وجه قابل چاپ نیستند، زیرا عناصر مهم متن نمی‌توانند به نسخه چاپی منتقل شوند. برخی از رمان‌ها به دلیل این که به صفحه نمایش لمسی نیاز دارند، مختص تبلت‌ها و تلفن‌های هوشمند هستند. ادبیات دیجیتال تمایل دارد که کاربر از طریق تنظیمات دیجیتالی ادبیات را مرور کند.

## انواع
انواع مختلفی از ادبیات دیجیتالی وجود دارد. 
از جملهٔ آن‌ها فوق متن، ادبیات جنبشی، انیمیشن‌های کامپیوتری، ادبیات تصویری دیجیتالی، ادبیات رمزی، ادبیات آزمایشی ویدئویی و انواع ادبیاتی است که از طبیعت قابل برنامه‌ریزی کامپیوتر بهره می‌برند و به وسیلهٔ کامپیوتر آثاری پویا و متقابل تولید می‌کنند، یا با رویکردی ترکیبیاتی یا تولیدی، انواع متن‌ها و ادبیات صوتی را به وجود می‌آورند. همینطور آن‌هایی که با بهره بردن از بلاگ‌ها و شکل‌های دیگری از ارتباطات شبکه‌ای، انجمن‌های نوشتار جمعی و نشریه‌هایی را راه اندازی می‌کنند. کامپیوترهای دیجیتال، پیدایش هنر را از طریق برنامه‌نویسی ممکن می‌سازند.
هنر در محیط‌های مختلفی مثل: متن، تصویر و غیره. از این رو، ادیبان معاصر از این امر در راه ترکیب کردن هنر و رسانه برای تولید آثار خود بهره برده‌اند. 
با این که گاهی اوقات مشخص نیست که یک اثر، اثری ادبی است یا هنری تصویری، یا موسیقی، ولی با این وجود، انتظار رابطهٔ شدید و تنگاتنگی با زبان را در آثار ادبی داریم.

### فوق متن
فوق متن اکثر مواقع، اشاره دارد به متونی در کامپیوتر که کاربر را به سمت اطلاعات مرتبط دیگر سوق می‌دهند.
فوق متن نشان گر نوآوری جدیدی در اتصال کاربری است که محدودیت‌های متن نوشتاری را برطرف می‌کند. به جای بدون تغییر بودن مثل متون سنتی، فوق متن امکان ایجاد تشکیلات پویایی از اطلاعات را از طریق پیوندها و اتصالات مختلف (به نام فوق پیوندها) به وجود می‌آورد. 
فوق متن‌ها می‌توانند به گونه‌ای طراحی شوند که کارهای مختلفی را انجام دهند.
به‌طور مثال هر گاه کاربر روی آن «کلیک» می‌کند یا «متوقف» می‌شود، ابری با تعریف کاملی از آن کلمه ظاهر می‌شود یا صفحه‌ای با آن موضوع باز می‌شود یا فیلمی نمایش داده می‌شود. ادبیات الکترونیکی
ادبیات الکترونیکی، گونه‌ای ادبی است که از ادبیاتی که از محیط‌های دیجیتال سرچشمه می‌گیرد ساخته شده‌است.

## تعاریف
تعریف دقیق ادبیات الکترونیکی دشوار است. آرتور کریستال در "ادبیات چیست" در بررسی آنچه ادبیات را می‌سازد، می‌گوید: "سابقه اقامت یک انسان در زمین، دارای شعر یا نثر سودمند است که دانش گذشته را با آگاهی بیشتری از زمان حال در پیکربندی‎‎‌های کلامی جدید بهم پیومد می‌زند". آرتور کریستال در ادامه توضیح می‌دهد که الکترونیک مربوط بودن به یک رسانه و یا خود رسانه را نشان می دهد که توسط آن اطلاعات به صورت الکترونیکی منتقل می‌شود. بنابراین ادبیات الکترونیکی را می‌توان شاخه‌ای از درخت اصلی ادبیات دانست.
کاترین هایلز این موضوع را در مقاله‌ای آنلاین؛ (http://eliterature.org/pad/elp.html) مورد بحث و بررسی قرار می‌دهد.
وی در متن خود در سال ۲۰۰۸، اینگونه بحث می‌کند که «ادبیات الکترونیکی»، بر خلاف آن‌ چه تصور می‌شود شامل ادبیات نوشتاری‌ای است که به صورت دیجیتال متولد می‌شود و هدف آن است که از روی کامپیوتر مطالعه شود."  هیلز همچنین تعریف‌هایی را که به وسیلهٔ سازمان ادبیات دیجیتال الکتریک لایت ارکسترا ارائه شده‌است ذکر می‌کند.
«کاری با رویکرد ادبیاتی که از ظرفیت‌ها و مفاهیم ارائه شده توسط کامپیوترهای شبکه شده، بهره می‌برد.» 
سازمان ادییات (ELO)، این تعریف اضافی را در رابطه با ادبیات دیجیتالی به عنوان ادبیاتی که از آثار زیر تشکیل شده‌است، ارائه می‌دهد:
- فوق متن‌ها و کتاب‌های الکترونیک، بر روی شبکه و خارج از آن
- ادبیات جنبشی ارائه شده از طریق Flash و از طریق برنامه‌های دیگر
- کاراکترهای محاوره‌ای
- زمینه‌های مکاتبه‌ای
- رمان‌هایی که به شکل پست الکنرونیکی، پیام کوتاه یا بلاگ هستند
- اشعار و داستان‌هایی که با کامپیوتر به وجود می‌آیند، یا از طریق خودکار یا با توجه به پارامترهای اولیه‌ای که به آن‌ها داده می‌شود
- پروژه‌های نوشتاری با امکان تشریک مساعی، که به کاربر این اجازه را می‌دهند که در نوشتن اثر همکاری کند

- اجراهای ادبی online که راه‌های جدید نوشتن را توسعه می‌دهند
- رمان‌های ویدیوئی که که ترکیبی از صدا ، متن ، تصاویر و ویدئو است[۴]

در حالی که تعریف ELO شامل بسیاری از جنبه های کاربردی در ادبیات دیجیتال است، این تعریف فاقد هرگونه راهنمای جامع است و همچنین نمی تواند ادبیات ایجاد شده در سیستم عامل‌ رسانه‌های اجتماعی از جمله Twitterature را تشخیص دهد. 

## تاریخچه
انتقال تدریجی به دنیای دیجیتال با پیشرفت‌های جدید در فناوری برای کارآمدتر کردن و در دسترس‎‌تر شدن امور آغاز شد. مانند انتشار چاپخانه در قرن پانزدهم که مردم در ابتدا آن را از عوامل اصلی ادبیات نمی دانستند. در دهه 1960 و 1970، ایجاد رایانه شخصی به مردم این امکان را داد تا ادبیات را به حوزه الکترونیکی گسترش دهند.
در سال 1877، ضبط کلمات گفتاری با اختراع گرامافون آغاز شد. در دهه 1930، ضبط اولین "کتاب ناطق" برای نگهداری داستان‌های کوتاه و فصول کتاب انجام شد. دهه 1970 بود که با اختراع نوار کاست، اصطلاح "کتاب صوتی" وارد زبان بومی شد. 1971 سالی بود که اولین کتاب الکترونیکی پذیرفته شد. اگرچه پیش از این چندین مدعی برای اختراع "کتاب الکترونیکی" وجود داشت. مایکل هارت، بنیانگذار پروژه گوتنبرگ، پس از ایجاد نسخه دیجیتالی اعلامیه استقلال، به عنوان مخترع رسمی کتاب الکترونیکی پذیرفته شد.
در سال 57_1956، ویل کراوتر یک بازی متنی را به نام Colossal Cave Adventeur (معروف به ماجراجویی) ساخت. این بازی که یکی از بازی های ماجراجویی رایانه‌ای محسوب می‌شود که دارای داستانی است که خواننده را مجبور به انتخاب روش می‌کند. این انتخاب‌ها می تواند خواننده را تا انتها و یا به مرگ نابهنگام او سوق دهد. این قالب بعداً توسط بازی Zork تقلید شد که توسط گروهی از دانشجویان MIT در سالهای 79_1977 ایجاد شد. این دو بازی به عنوان اولین نمونه داستان‌های تعاملی و همچنین برخی از بازی‌های ویدئویی قدیمی شناخته می‌شوند. اولین متون ادبیات الکترونیکی که تا به حال نوشته شده‌اند با استفاده از نرم افزار Storyspace _ساخته شده توسط جی دیوید بولتر و مایکل جویس در دهه 1980_ ساخته شده‌اند. آنها این نرم افزار را در سال 1990 به ایستگیت سیستم _یک شرکت کوچک نرم افزاری_ فروخته اند. این شرکت برنامه Storyspace را تا به امروز حفظ و به روز کرده‌است.
در حالی که هنوز داستان ابرمتنی ساخته می‎‌شود و داستان‌های تعاملی با داستان‌های متنی و تصاویر ایجاد می‌شود، بحث در مورد این اصطلاح وجود دارد که آیا "ادبیات" برای توصیف بازی‎‌های ویدیویی استفاده می‌شود. اگرچه Adventure و Zork به عنوان بازی‌های ویدیویی در نظر گرفته می‌شوند، اما پیشرفت در فناوری باعث تبدیل رسانه های بازی ویدیویی از متن به عمل و بازگشت به متن شده‌است. بیشتر اوقات، بازی‌های ویدیویی به عنوان ادبیات تعاملی به شمار می‌آیند که در آن بازیکن انتخاب می کند و نتیجه داستان را تغییر می‌دهد. داستان بازی ویدئویی Mass Effect کاملاً مبتنی بر این انتخاب‌ها است؛ بازی Mass Effect 3 یک مثال بهتر است، نحوه تعاملات شخصیت و چگونگی پایان بازی براساس نحوه عملکرد بازیکن است. در موارد دیگر، بازی‌ها یک داستان هستند و بازیکن باید داستان را پیش ببرد.Journey، یک بازی توسط Thatgamecompany است که در سال 2012 برای پلی استیشن 3 منتشر شد. بازی "سفر" یشتر از یک داستان است. سفری که بازیکن از ابتدا تا انتها به عنوان شخصیتی با تحرک محدود انجام می‌دهد؛ این در حالی است که بازیکن می‌تواند همزمان با یک بازیکن دیگر در شبکه بازی کند، اما آن‌ها نمی‌توانند از طریق روش‌های سنتی ارتباط برقرار کنند. بدون هیچ صحبت واقعی‌، این بازی بازیکن را در دنیایی از مقدمه تا پایان نامه می‌برد.

## سازمان‌های حفظ و بایگانی از ادبیات الکترونیک
به گفته هایلز، ادبیات الکترونیکی پس از یک دهه یا کمتر به دلیل "طبیعت سیال رسانه ها" غیرقابل پخش می‌شود.  از طرف دیگر، داستان های کلاسیک مانند بعد از ظهر مایکل جویس هنوز هم خوانده می‌شود و در CD منتشر می‌شود؛ همچنین داستان های ساده ابر متن HTML از دهه 1990 هنوز به صورت آنلاین قابل دسترسی است و در مرورگرهای مدرن قابل خواندن است.
چندین سازمان به حفظ آثار ادبیات الکترونیکی اختصاص یافته‌اند. ائتلاف حفاظت دیجیتال مستقر در انگلستان به طور کلی منابع دیجیتالی را حفظ می‌کند؛ سازمان ادبیات الکترونیکی PAD (حفاظت / بایگانی / انتشار) توصیه‌هایی در مورد چگونگی فکر کردن در هنگام نوشتن، انتشار ادبیات الکترونیکی و همچنین نحوه انتقال آثار  سیستم عامل های از کار افتاده به فن آوری های فعلی ارائه داده است.
مجموعه ادبیات الکترونیکی مجموعه‌ای از گلچین‌های ادبیات الکترونیکی است که توسط سازمان ادبیات الکترونیکی در CD/DVD و در فضای مجازی منتشر می‌شود؛ این یک استراتژی دیگر برای اطمینان از در دسترس بودن ادبیات الکترونیکی برای نسل های آینده است.
انستیتوی فناوری در علوم انسانی مریلند و آزمایشگاه ادبیات الکترونیکی در دانشگاه ایالتی واشنگتن _ونکوور نیز در زمینه مستندسازی و حفظ ادبیات الکترونیکی و هایپرمدیا کار می‌کنند.

## آثار شاخص
- صادقی، لیلا (1381). وقتم کن که بگذرم. تهران: نشر نیلوفر.
- صادقی، لیلا (1381). اگه اون لیلاست، پس من کی ام؟!. تهران: نشر آوام سرا.
- صادقی، لیلا (1388). داستان‌های برعکس. تهران: نشر نگاه.
- شاهرودی، افشین (1394). عشق و جنگ: شعرهای دیداری. تهران: نشر بامداد نو.[۱۵]